# Zou Shiming
Zou Shiming (Zunyi, 17 mei 1981) is een Chinees bokser. Hij vecht in de vlieggewichtklasse. Hij is een tweevoudig olympisch kampioen. In 2008 en 2012 won hij goud in het lichtvlieggewicht. Hij is voormalig WBO-vlieggewichtkampioen.

## Amateurcarrière
Zou Shiming is de meest succesvolle Chinese amateurbokser tot op heden. Hij won goud op de Olympische Spelen van 2008 en de Olympische Spelen van 2012. Op de Olympische Spelen van 2004 behaalde hij een bronzen medaille. Ook won hij goud op de wereldkampioenschappen van 2005, 2007 & 2011 en 2 gouden medailles op de Aziatische Spelen.

## Profcarrière
Na de Olympische Spelen van 2012 tekende Zou Shiming een profcontact bij Top Rank. Hij maakte zijn profdebuut op 6 april 2013. Hij won op punten van de Mexicaan Eleazar Valenzuela. In zijn zevende profgevecht kreeg hij zijn eerste kans op een wereldtitel. Hij verloor echter op punten van Amnat Ruenroeng. Op 5 november 2016 won Zou Shiming zijn eerste wereldtitel. Hij versloeg Prasitsak Phaprom uit Thailand en won hiermee de WBO-vlieggewichttitel.